# Craig Claiborne
Craig Claiborne, né le 4 septembre 1920 à Sunflower et mort le 22 janvier 2000 à New York, est un critique gastronomique, journaliste culinaire et auteur américain. Rédacteur culinaire et critique gastronomique de longue date pour le New York Times, il est également l'auteur de nombreux livres de cuisine et d'une autobiographie. Au cours de sa carrière, il a apporté de nombreuses contributions à la gastronomie et à la littérature culinaire aux États-Unis,.